# Axel Werner
Axel Wilfredo Werner (Rafaela, 28 febbraio 1996) è un calciatore argentino, portiere del Rosario Central in prestito dall'Elche.

## Carriera

### Club
Ha esordito nella massima serie argentina, con la maglia dell'Atlético de Rafaela, nel 2015. Ha fatto il suo esordio in prima squadra con l'Atlético Madrid in match ufficiali l'8 marzo 2018, in occasione della vittoria per 3-0 contro la Lokomotiv Mosca, in Europa League. Il 29 aprile 2018 esordisce in Primera División nella vittoria esterna per 1-0 in casa dell'Alavés. Disputa la prima parte della stagione 2018-2019 tra i pali del neopromosso Huesca, per poi essere ceduto sempre in prestito a febbraio al Malaga, in Segunda División.. Il 1º settembre 2021 viene acquistato da svincolato dall'Elche.

### Nazionale
È stato convocato per i giochi olimpici del 2016.

## Statistiche

### Presenze e reti nei club
Statistiche aggiornate al 11 giugno 2023.
| Stagione                   | Squadra                    | Campionato                 | Campionato | Campionato | Coppe nazionali | Coppe nazionali | Coppe nazionali | Coppe continentali | Coppe continentali | Coppe continentali | Altre coppe | Altre coppe | Altre coppe | Totale | Totale |
| Stagione                   | Squadra                    | Comp                       | Pres       | Reti       | Comp            | Pres            | Reti            | Comp               | Pres               | Reti               | Comp        | Pres        | Reti        | Pres   | Reti   |
| -------------------------- | -------------------------- | -------------------------- | ---------- | ---------- | --------------- | --------------- | --------------- | ------------------ | ------------------ | ------------------ | ----------- | ----------- | ----------- | ------ | ------ |
| 2012-2013                  | Atlético Rafaela           | PD                         | 0          | 0          | CA              | 0               | 0               | -                  | -                  | -                  | -           | -           | -           | 0      | 0      |
| 2013-2014                  | Atlético Rafaela           | PD                         | 0          | 0          | CA              | 0               | 0               | -                  | -                  | -                  | -           | -           | -           | 0      | 0      |
| 2014                       | Atlético Rafaela           | PD                         | 0          | 0          | CA              | 2               | -2              | -                  | -                  | -                  | -           | -           | -           | 2      | -2     |
| 2015                       | Atlético Rafaela           | PD                         | 2          | -5         | CA              | 0               | 0               | -                  | -                  | -                  | -           | -           | -           | 2      | -5     |
| 2016                       | Atlético Rafaela           | PD                         | 9          | -17        | CA              | 1               | -2              | -                  | -                  | -                  | -           | -           | -           | 10     | -19    |
| Totale Atlético de Rafaela | Totale Atlético de Rafaela | Totale Atlético de Rafaela | 11         | -22        |                 | 3               | -4              |                    | -                  | -                  |             | -           | -           | 14     | -26    |
| 2016-2017                  | Boca Juniors               | PD                         | 2          | -3         | CA+TDV          | 0+2             | 0+-4            | CL                 | 0                  | 0                  | -           | -           | -           | 4      | -7     |
| 2017-2018                  | Atlético Madrid            | PD                         | 1          | 0          | CR              | 0               | 0               | UCL+UEL            | 0+2                | 0+-1               | -           | -           | -           | 3      | -1     |
| 2018-gen. 2019             | Huesca                     | PD                         | 6          | -16        | CR              | 2               | -8              | -                  | -                  | -                  | -           | -           | -           | 8      | -24    |
| feb. 2019-2019             | Malaga                     | SD                         | 0          | 0          | CR              | -               | -               | -                  | -                  | -                  | -           | -           | -           | 0      | 0      |
| 2019-2020                  | Atlético San Luis          | LMX                        | 1          | -3         | CM              | 6               | -8              | -                  | -                  | -                  | -           | -           | -           | 7      | -11    |
| 2020-2021                  | Atlético San Luis          | LMX                        | 27         | -55        | CM              | 0               | 0               | -                  | -                  | -                  | -           | -           | -           | 27     | -55    |
| Totale Atlético San Luis   | Totale Atlético San Luis   | Totale Atlético San Luis   | 28         | -58        |                 | 6               | -8              |                    | -                  | -                  |             | -           | -           | 34     | -66    |
| 2021-gen.2022              | Elche                      | PD                         | 0          | 0          | CR              | 2               | -3              | -                  | -                  | -                  | -           | -           | -           | 2      | -3     |
| feb.2022-2022              | Arsenal Sarandí            | PD                         | 10         | -18        | CA              | 1               | -0              | -                  | -                  | -                  | -           | -           | -           | 11     | -18    |
| 2022-2023                  | Elche                      | PD                         | 2          | -4         | CR              | 1               | -0              | -                  | -                  | -                  | -           | -           | -           | 3      | -4     |
| Totale Elche               | Totale Elche               | Totale Elche               | 2          | -4         |                 | 3               | -3              |                    | -                  | -                  |             | -           | -           | 5      | -7     |
| Totale carriera            | Totale carriera            | Totale carriera            | 50         | -121       |                 | 17              | -27             |                    | 2                  | -1                 |             |             |             | 69     | -149   |

## Palmarès

### Club

#### Competizioni nazionali
- Campionato argentino: 1

Boca Juniors: 2016-2017
- Copa de la Liga Profesional: 1

Rosario Central: 2023

#### Competizioni internazionali
- UEFA Europa League: 1

Atlético Madrid: 2017-2018